# Campionat del Món sub-20 d'hoquei sobre patins masculí 2003
El primer Campionat del Món sub-20 d'hoquei patins masculí, exclusivament per a jugadors per sota els 20 anys, es disputà l'any 2003 a Montevideo, Uruguai.